# John Sinclair, 1. Baron Pentland

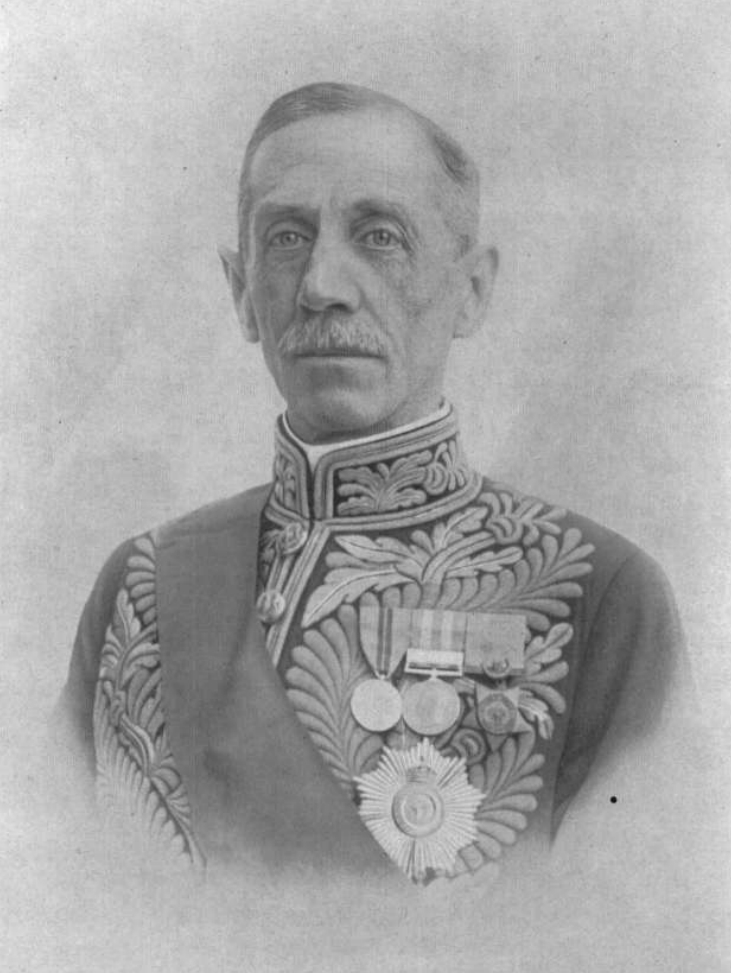
Lord Pentland, 1919

John Sinclair, 1. Baron Pentland GCSI GCIE PC (* 7. Juli 1860 in Edinburgh; † 11. Januar 1925 in Hampstead (London)) war ein britischer Politiker und Kolonialadministrator in Britisch-Indien. Er war von 1912 bis 1919 Gouverneur von Madras.

## Leben
Er war der älteste der drei Söhne von George Sinclair (1826–1871), einem Captain des Kolonialheeres von Bengalen (Bengal Army), aus dessen Ehe mit Agnes Learmonth († 1876). Sein Vater war ein jüngerer Sohn des Sir John Sinclair, 6. Baronet (1794–1873), Gutsherr von Dunbeath Castle in Caithness, aus einem Familienzweig des Clan Sinclair, der ca. seit 1680 in Dunbeath ansässig war. Seine Mutter war die Tochter des John Learmonth of Dean, Kutschenbauer und Lord Provost von Edinburgh, der der Stadt Edinburgh die Dean Bridge stiftete.
Sinclair besuchte von 1870 bis 1873 die Edinburgh Academy und von 1873 bis 1878 das Wellington College in Crowthorne. 1878 begann er eine Kadettenausbildung am Royal Military College Sandhurst, die er 1879 als fünftbester Absolvent seines Jahrgangs abschloss. Er trat daraufhin im August 1879 als Second Lieutenant der 5th (Royal Irish) Lancers in die British Army ein und wurde im Oktober 1880 zum Lieutenant befördert. Ab 1881 war er in Irland stationiert und fungierte dort gelegentlich als Begleitoffizier (aide-de-camp) für den Lord Lieutenant of Ireland Earl Spencer. Seine Erfahrungen in Irland stärkten seinen späteren Glauben an die Home Rule. Im Juni 1884 wurde er zum Captain befördert. Er nahm am Sudan-Feldzug von 1885 zur Niederschlagung des Mahdi-Aufstands teil. Anfang 1887 schied Sinclair aus dem Armeedienst aus.
Bei der britischen Unterhauswahl 1886 trat er erfolglos als Kandidat der Liberal Party in den Ayr burghs an. 1887 wurde Bewohner des kürzlich gegründeten Nachbarschafts- und Bildungszentrums Toynbee Hall im Londoner East End und begann er, sich juristisch und wirtschaftswissenschaftlich weiter zu bilden. 1889 wurde er als Kandidat der Progressive Party für East Finsbury zum Mitglied des ersten County Council des neugegründeten County of London gewählt, trat jedoch 1892 zurück, um die Kandidatur des Earl of Rosebery zu ermöglichen. Sinclair erhielt daraufhin die Zustimmung der Liberal Party für seine Kandidatur im Wahlkreis Dunbartonshire bei der Unterhauswahl 1892, wo er gewann und Abgeordneter im House of Commons wurde. Er wurde zum stellvertretenden Privatsekretär des Kriegsministers Sir Henry Campbell-Bannerman ernannt, verlor jedoch bei der Unterhauswahl 1895 seinen Parlamentssitz. Anschließend diente er ein Jahr lang (1896–1897) als Privatsekretär von John Hamilton-Gordon, 7. Earl of Aberdeen, dem damaligen Generalgouverneur von Kanada. Innerhalb der Partei als ausgezeichneter und beliebter Wahlkämpfer anerkannt, zog Sinclair 1897 bei einer Nachwahl für den Wahlkreis Forfarshire erneut als Abgeordneter ins House of Commons ein und behielt diesen Sitz bis zu seiner Ernennung zum Peer im Jahr 1909.
Ende 1905 wurde Sinclair für den Posten des Chief Whip in Betracht gezogen, lehnte dieses Amt jedoch ab. Stattdessen wurde er zum Minister für Schottland ernannt, eine Position, die er mit großer Begeisterung annahm. Zudem wurde er 1905 ins Privy Council aufgenommen. Sinclairs Ministertätigkeit war von mehreren für Schottland wichtigen Maßnahmen geprägt, darunter dem National Galleries (Scotland) Act 1906 und dem Scottish Education Act 1908, die eine bessere körperliche Betreuung der Kinder vorsahen, die Ausbildung von Lehrern und das weiterführende Schulsystem verbesserten, und bot bessere Möglichkeiten für die Fortsetzung des Unterrichts nach dem Schulalter. Sein Gesetzentwurf Small Landholders (Scotland) Bill, dessen Ziel es war, die Kleinbauern in bestimmten schottischen Countys bereits gewährten Besitzrechte auf Kleinbauern im übrigen Schottland auszudehnen, wurde sowohl außerhalb als auch innerhalb der Liberal Party heftig kritisiert, und nur die starke Unterstützung Campbell-Bannermans, der inzwischen Premierminister war, ermöglichte die Genehmigung durch das Kabinett. Der Gesetzentwurf wurde 1907 und 1908 vom House of Lords abgelehnt, trat jedoch schließlich 1911 in Kraft.
Sinclair wurde am 15. Februar 1909 als Baron Pentland, of Lyth in the County of Caithness, zum erblichen Peer erhoben. Er schied dadurch auf dem House of Commons aus und wurde stattdessen Mitglied des House of Lords.
1912 wurde Sinclair zum Gouverneur der Präsidentschaft Madras in Britisch-Indien ernannt. Er trat dieses Amt am 30. Oktober 1912 in Madras an, hatte es insbesondere während des Ersten Weltkriegs inne und wurde schließlich am 29. März 1919 abgelöst. In Madras blieb er insbesondere für seinen Einsatz für eine Verbesserung das Gesundheits- und Sozialwesen sowie die wirtschaftliche Entwicklung der Provinz in Erinnerung.
Er starb am 11. Januar 1925 in seinem Haus in Hampstead, London, an einer Lungenentzündung und wurde am 15. Januar auf dem Friedhof von Dean in Edinburgh beigesetzt. Sein Baronstitel fiel an seinen einzigen Sohn, Henry, und erlosch schließlich bei dessen Tod 1984.

## Ehe und Nachkommen
Am 12. Juli 1904 heiratete er Lady Marjorie Adeline (1880–1970), die einzige Tochter von John Hamilton-Gordon, 7. Earl of Aberdeen, der 1916 zum 1. Marquess of Aberdeen and Temair
aufstieg. Mit ihr hatte er eine Tochter und einen Sohn:
- Hon. Margaret Ishbel Sinclair (* 1906);
- Henry John Sinclair, 2. Baron Pentland (1907–1984), ⚭ Lucy Elisabeth Babington Smith.

## Orden und Ehrenzeichen (Auswahl)
- 1912: Knight Grand Commander des Order of the Indian Empire (GCIE)
- 1918: Knight Grand Commander des Order of the Star of India (GCSI)